# Liste des récipiendaires de la médaille d'or de la Royal Geographical Society

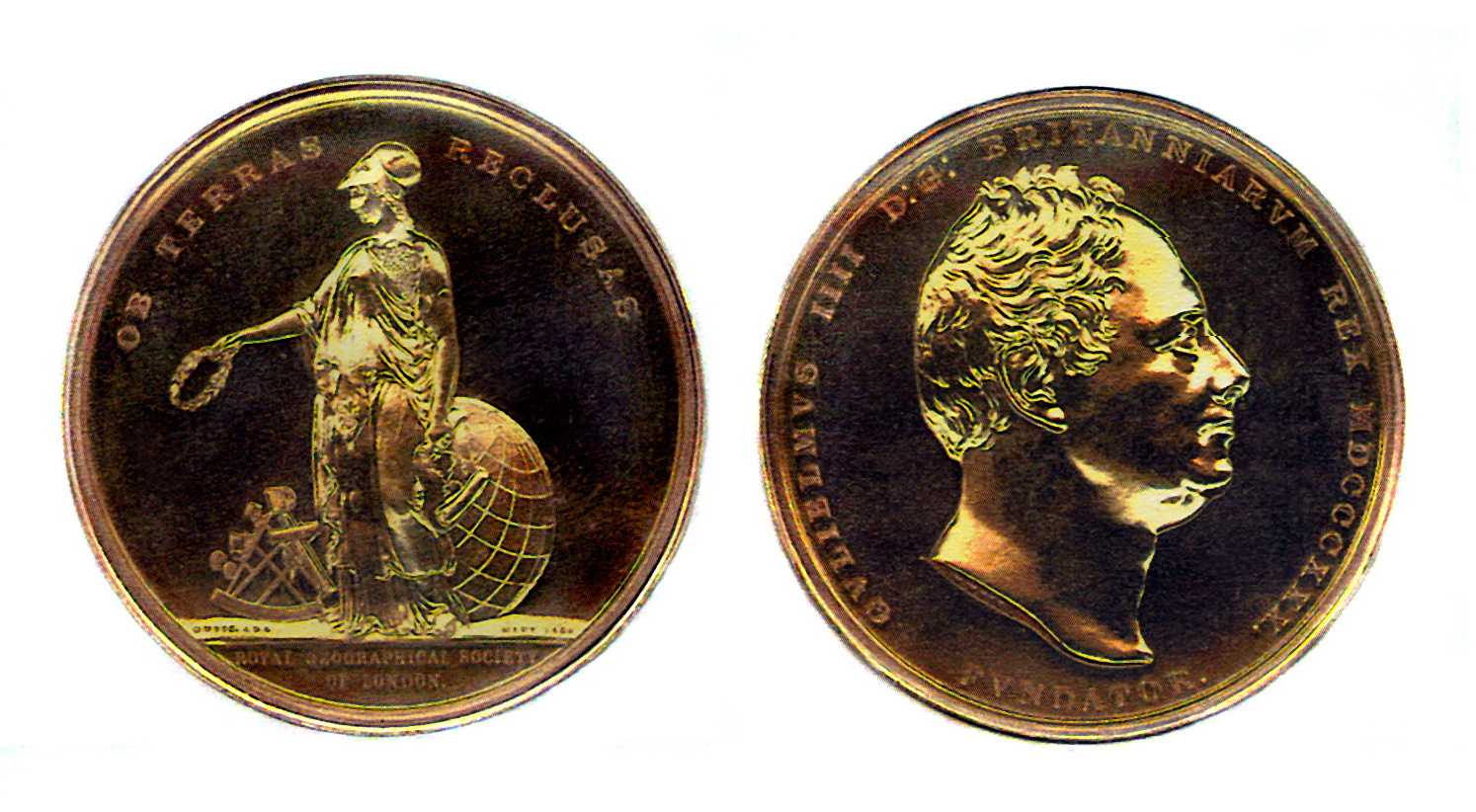
La médaille attribuée à Kenneth Mason en 1927.

Les médailles d'or de la Royal Geographical Society (RGS) — Founder's Gold Medal (médaille d'or du fondateur, mentionnée en premier) et Patron's Gold Medal (médaille d'or du bienfaiteur, mentionnée en second) — ont été créées respectivement en 1831 et 1839. Elles sont attribuées chaque année « pour l'encouragement et la promotion de la science géographique et de la découverte ». 
Il s'agissait à l'origine d'une récompense annuelle (cinquante guinées) créée par le roi Guillaume IV en 1831, que la Société géographique de Londres décida de transformer en deux médailles en 1839. En 1850, David Livingstone a reçu un chronomètre, et non la médaille du bienfaiteur. La Patron's Medal a également été connue sous le nom de Victoria Medal sous le règne de Victoria. 
| Année | Récipiendaires              | Citation |
| ----- | --------------------------- | --- |
| 1832  | Richard Lander              | « Pour les importants services qu'il a rendus en contribuant à déterminer le cours et l'embouchure du Niger » |
| 1833  | John Biscoe                 | « Pour sa découverte de la terre de Graham et de la terre d'Enderby, en Antarctique » |
| 1834  | John Ross                   | « Pour sa découverte de la péninsule Boothia et de la terre du Roi-Guillaume, et pour ses quatre célèbres hivernages dans l'Arctique »                                                                                          |
| 1835  | Alexander Burnes            | « Pour ses importants et remarquables voyages à travers la Perse » |
| 1836  | George Back                 | « Pour ses récentes découvertes dans l'Arctique, et sa mémorable descente de la Great Fish River » |
| 1837  | Robert Fitzroy              | « Pour son exploration des côtes de l'Amérique du Sud, du Rio de la Plata à Guayaquil au Pérou » |
| 1838  | Francis Rawdon Chesney      | « Pour ses contributions de valeur à la géographie comparative et physique en Syrie, en Mésopotamie et dans le delta susien »                                                                                                   |
| 1839  | Thomas Simpson              | « Pour avoir établi le tracé des côtes de l'Amérique du Nord, jusqu'alors inexplorées » |
|       | Eduard Rüppell              | « Pour ses voyages et recherches en Nubie, en Arabie et en Abyssinie » |
| 1840  | Henry Rawlinson             | « Pour ses recherches en Perse » |
|       | Robert Hermann Schomburgk   | « Pour sa persévérance et son succès dans l'exploration du territoire et la prospection des ressources de la Guyane britannique »                                                                                               |
| 1841  | Henry Draper                | « Pour son excellent travail sur la navigation pratique et l'astronomie nautique » |
|       | John Wood                   | « Pour son voyage aux sources de l'Oxus et ses travaux de valeur sur l'Indus » |
| 1842  | James Clark Ross            | « Pour sa brillante réussite au Pôle Sud, dont il a navigué à moins de 12 degrés de distance, découvrant ainsi un immense continent antarctique »                                                                               |
|       | Edward Robinson             | « Pour ses recherches bibliques de valeur en Palestine, au mont Sinaï et en Arabie » |
| 1843  | Edward John Eyre            | « Pour ses explorations audacieuses et approfondies en Australie, dans des circonstances particulièrement difficiles » |
|       | Julian Symonds              | « Pour ses travaux de triangulation en Palestine, et pour avoir déterminé la différence entre le niveau de la mer Méditerranée et celui de la mer Morte »                                                                       |
| 1844  | William John Hamilton       | « Pour ses recherches de valeur en Asie mineure » |
|       | Georg Adolphe Erman         | « Pour d'importants travaux géographiques en Sibérie et au Kamtchatka » |
| 1845  | Charles Beke                | « Pour son exploration de l'Abyssinie » |
|       | Carl Ritter                 | « Pour ses importants travaux géographiques » |
| 1846  | Paweł Edmund Strzelecki     | « Pour son exploration du Sud-Est de l'Australie » |
|       | Alexander von Middendorff   | « Pour ses voyages d'exploration dans le Nord et l'Est de la Sibérie » |
| 1847  | Charles Sturt               | « Pour ses voyages d'exploration en Australie, et en particulier pour son voyage visant à déterminer la limite du lac Torrens et à pénétrer au cœur du continent, jusqu'à 24° 30' de latitude sud et 138° 0' de longitude est » |
|       | Ludwig Leichhardt           | « Pour ses voyages d'exploration en Australie, et en particulier pour son voyage de la baie Moreton à Port Essington » |
| 1848  | James Brooke                | « Pour son expédition à Bornéo, et pour le zèle qu'il a montré dans la promotion des découvertes géographiques » |
|       | Charles Wilkes              | « Pour le talent et la persévérance qu'il a montrés au cours d'un voyage dans les régions antarctiques, et pour son splendide travail scientifique »                                                                            |
| 1849  | Austen Henry Layard         | « Pour d'importantes contributions à la géographie de l'Asie, d'intéressantes recherches en Mésopotamie, et pour sa découverte des ruines de Ninive »                                                                           |
|       | Carl von Hügel              | « Pour son audacieuse exploration du Cachemire » |
| 1850  | John Charles Frémont        | « Pour ses importants travaux géographiques dans l'Ouest américain » |
|       | David Livingstone           | « Pour son voyage jusqu'au lac Ngami » |
| 1851  | Georg August Wallin         | « Pour ses intéressants et importants voyages en Arabie » |
|       | Thomas Brunner              | « Pour ses méritoires travaux d'exploration de l'île du Milieu » |
| 1852  | John Rae                    | « Pour avoir reconnu la péninsule Boothia, soumis aux privations les plus sévères, et pour ses très importantes contributions à la géographie de l'Arctique »                                                                   |
|       | Henry Strachey              | « Pour son exploration approfondie et sa reconnaissance du Tibet occidental » |
| 1853  | Francis Galton              | « Pour avoir conçu et dirigé une expédition d'exploration du centre de l'Afrique du Sud » |
|       | Edward Inglefield           | « Pour son audacieuse reconnaissance des côtes de la baie de Baffin, du détroit de Smith et du détroit de Lancaster » |
| 1854  | William Henry Smyth         | « Pour ses reconnaissances maritimes de valeur dans la Méditerranée » |
|       | Robert McClure              | « Pour ses efforts remarquables en vue de faire passer son navire au travers des glaces des mers polaires, et pour sa découverte du passage du Nord-Ouest »                                                                     |
| 1855  | David Livingstone           | « Pour ses récentes explorations en Afrique » |
|       | Charles Andersson           | « Pour ses voyages en Afrique du Sud » |
| 1856  | Elisha Kane                 | « Pour les services qu'il a rendus et ses découvertes dans les régions polaires au cours des expéditions américaines menées pour retrouver John Franklin »                                                                      |
|       | Heinrich Barth              | « Pour ses explorations approfondies en Afrique centrale, ses excursions autour du lac Tchad et son périlleux voyage à Tombouctou »                                                                                             |
| 1857  | Augustus Gregory            | « Pour ses explorations importantes et approfondies de l'Est et du Nord de l'Australie » |
|       | Andrew Scott Waugh          | « Pour ses opérations géodésiques, aussi remarquable par leur ampleur que par leur précision, grâce auxquelles l'Inde est couverte par la triangulation »                                                                       |
| 1858  | Richard Collinson           | « Pour ses découvertes dans les régions arctiques » |
|       | Alexander Bache             | « Pour ses reconnaissances approfondies et précises de l'Amérique » |
| 1859  | Richard Burton              | « Pour ses nombreuses entreprises d'exploration, et particulièrement pour son expédition périlleuse avec le capitaine John Hanning Speke jusqu'aux Grands Lacs d'Afrique de l'Est »                                             |
|       | John Palliser               | « Pour les résultats de valeur de ses explorations dans les montagnes Rocheuses d'Amérique du Nord » |
| 1860  | Jane Griffin                | « Pour sa persévérance et son abnégation à envoyer des expéditions pour connaître avec certitude le sort de son mari » |
|       | Francis Leopold McClintock  | « Pour le talent et le courage que lui et son compagnon ont montrés dans leur recherche des traces de l'expédition disparue de Franklin, et pour leurs reconnaissances côtières de valeur »                                     |
| 1861  | John Hanning Speke          | « Pour ses éminentes découvertes géographiques en Afrique, et en particulier sa découverte du grand lac Victoria » |
|       | John McDouall Stuart        | « Pour ses très remarquables explorations de l'intérieur de l'Australie » |
| 1862  | Robert O'Hara Burke         | « En souvenir du brave explorateur qui, avec son compagnon Wills, est mort après avoir traversé le continent australien » |
|       | Thomas Blakiston            | « Pour sa reconnaissance du Yang-tsé-Kiang » |
| 1863  | Franck Thomas Gregory       | « Pour ses explorations réussies en Australie occidentale » |
|       | John Arrowsmith             | « Pour les très importants services qu'il a rendu à la science géographique (en cartographie) » |
| 1864  | James Augustus Grant        | « Pour son voyage à travers l'Est de l'Afrique équatoriale avec le capitaine Speke » |
|       | Karl Klaus von der Decken   | « Pour ses travaux géographiques sur les hautes montagnes du Kilimandjaro » |
| 1865  | Thomas George Montgomerie   | « Pour son grand voyage trigonométrique des plaines du Pendjab au massif du Karakoram » |
|       | Samuel White Baker          | « Pour ses explorations enthousiastes de l'intérieur de l'Afrique » |
| 1866  | Thomas Thomson              | « Pour ses recherches dans l'Ouest de l'Himalaya et au Tibet » |
|       | William Chandless           | « Pour son exploration du rio Purus » |
| 1867  | Alexeï Ivanovitch Boutakov  | « Pour avoir été le premier à naviguer sur la mer d'Aral, et pour son exploration du delta de l'Oxus » |
|       | Isaac Israel Hayes          | « Pour son expédition dans l'océan Arctique » |
| 1868  | August Petermann            | « Pour les importants services qu'il a rendu en tant qu'écrivain et cartographe » |
|       | Friedrich Gerhard Rohlfs    | « Pour ses grands voyages à travers l'Afrique du Nord, et en particulier pour sa traversée du continent de Tripoli à Lagos » |
| 1869  | Adolf Erik Nordenskiöld     | « Pour avoir préparé et mené à bien les expéditions suédoises au Spitzberg, qui ont permis d'acquérir des connaissances considérables en zoologie, botanique, géologie et météorologie »                                        |
|       | Mary Somerville             | « Qui tout au long de sa vie s'est distinguée par ses talents dans les branches de la science qui forment la base de la géographie physique »                                                                                   |
| 1870  | George W. Hayward           | « Pour son exploration de l'Est du Turkestan, et pour avoir atteint le Pamir » |
|       | Francis Garnier             | « Pour ses grandes recherches du Cambodge au Yangzi Jiang, et pour avoir ramené son expédition en sécurité après la mort de son chef »                                                                                          |
| 1871  | Roderick Murchison          | « Pour son travail à la tête de la Royal Geographic Society » |
|       | Alexander Keith Johnston    | « Pour ses services dans la promotion de la géographie physique » |
| 1872  | Henry Yule                  | « Pour ses éminents services à la géographie » |
|       | Robert Barkley Shaw         | « Pour ses voyages dans l'est du Turkistan, et pour ses observations astronomiques et hypsométriques étendues » |
| 1873  | Ney Elias                   | Pour son esprit d'initiative et son habileté dans l'étude du cours du fleuve Jaune, et pour son voyage à travers l'ouest de la Mongolie »                                                                                       |
|       | Henry Morton Stanley        | « Pour avoir secouru Livingstone et rapporté ses utiles journaux et papiers en Angleterre » |
| 1874  | Georg August Schweinfurth   | « Pour ses explorations en Afrique » |
|       | Peter Warburton             | « Pour son voyage réussi à travers l'intérieur de l'Australie occidentale, jusqu'alors inconnu » |
| 1875  | Karl Weyprecht              | « Pour son esprit d'initiative et son habileté dans la conduite d'expéditions au Spitzberg et en Nouvelle-Zemble » |
|       | Julius von Payer            | « Pour ses explorations et découvertes dans les régions arctiques » |
| 1876  | Verney Lovett Cameron       | « Pour son voyage à travers l'Afrique de Zanzibar à Benguela, et son étude du lac Tanganyika » |
|       | John Forrest                | « Pour ses nombreuses explorations réussies en Australie occidentale » |
| 1877  | George Nares                | « Pour avoir conduit l'expédition arctique de 1875-1876, au cours de laquelle des bateaux et traîneaux ont atteint des latitudes septentrionales jamais atteintes auparavant »                                                  |
|       | Nain Singh Rawat            | « Pour ses grands voyages et études au Tibet et le long du haut Brahmapoutre, au cours desquels il a identifié la localisation de Lhassa et largement complété notre connaissance de la carte de l'Asie »                       |
| 1878  | Ferdinand von Richthofen    | « Pour ses grands voyages et explorations scientifiques en Chine » |
|       | Henry Trotter               | « Pour ses services à la géographie, qui ont relié l'étude trigonométrique de l'Inde et les études russes sur la Sibérie » |
| 1879  | Nikolaï Prjevalski          | « Pour ses expéditions et recherches successives en Mongolie et sur les hauts plateaux du Nord du Tibet » |
|       | William Gill                | « Pour son travail important le long de la frontière nord de la Perse » |
| 1880  | Louis Palander              | « Pour ses services en relation avec les expéditions arctiques suédoises sur le Vega » |
|       | Ernest Giles                | « Pour ses explorations et études en Australie » |
| 1881  | Alexandre de Serpa Pinto    | « Pour son voyage à travers l'Afrique, au cours duquel il a exploré plus de 500 miles jusqu'alors inconnus » |
|       | Benjamin Leigh Smith        | « Pour ses importantes découvertes le long des côtes de la terre François-Joseph » |
| 1882  | Gustav Nachtigal            | « Pour ses voyages à travers le Sahara oriental » |
|       | John Kirk                   | « Pour ses services à la géographie en tant que naturaliste, que second du Dr. Livingstone, et comme consul général britannique à Zanzibar »                                                                                    |
| 1883  | Joseph Hooker               | « Pour ses éminents services à la géographie scientifique » |
|       | Edward Colborne Baber       | « Pour les travaux scientifiques accomplis au cours de ses voyages d'exploration de la Chine intérieure » |
| 1884  | Archibald Ross Colquhoun    | « Pour son voyage de Canton à l'Irrawaddy » |
|       | Julius von Haast            | « Pour son exploration approfondie de l'île du Sud, en Nouvelle-Zélande » |
| 1885  | Joseph Thomson              | « Pour ses deux expéditions dans l'Est de l'Afrique centrale » |
|       | Henry Edward O'Neill        | « Pour ses treize voyages d'exploration de la côte et de l'intérieur du Mozambique » |
| 1886  | Adolphus Greely             | « Pour ses ajouts considérables à notre connaissance des rivages de la Mer Polaire [aujourd'hui l'Océan Arctique] et de l'intérieur de la Terre de Grinnell »                                                                   |
|       | Guido Cora                  | « Pour les importants services qu'il a rendu comme écrivain et cartographe » |
| 1887  | Thomas Holdich              | « Pour son zèle dans ses recherches en Afghanistan » |
|       | George Grenfell             | « Pour ses explorations étendues au Cameroun et au Congo » |
| 1888  | Clements Markham            | « Pour ses contributions à la littérature géographique, à l'occasion de sa retraite du secrétariat de la société après vingt-cinq ans de service »                                                                              |
|       | Hermann Wissmann            | « Pour ses grands succès en tant qu'explorateur en Afrique centrale » |
| 1889  | Arthur Douglas Carey        | « Pour son remarquable voyage en Asie centrale, au cours duquel il a franchi 4 750 miles à travers des régions qui n'avaient jamais été visitées par un Anglais »                                                               |
|       | Gustav Radde                | « Pour une vie consacrée à la promotion de la science géographique » |
| 1890  | Emin Pasha                  | « Pour les grands services qu'il a rendus à la géographie au cours de ses douze années d'administration de la province équatoriale d'Égypte »                                                                                   |
|       | Francis Younghusband        | « Pour son voyage à travers la Mandchourie et de Pékin au Cachemire, et particulièrement ses études de tracés de routes et ses notes topographiques »                                                                           |
| 1891  | James Hector                | « Pour ses recherchers en tant que naturaliste de l'expédition Palliser » |
|       | Fridtjof Nansen             | « Pour avoir été le premier à traverser l'inlandsis du Groenland et pour ses qualités en tant que géographe scientifique » |
| 1892  | Alfred Russel Wallace       | « ... naturaliste et voyageur, co-découvreur avec Charles Darwin de la théorie de la sélection naturelle, en reconnaissance de la grande qualité géographique de son œuvre »                                                    |
|       | Edward Whymper              | « Pour sa carte et son étude détaillée des Grandes Andes de l'Équateur » |
| 1893  | Frederick Selous            | « En reconnaissance pour ses vingt années d'explorations et d'études en Afrique du Sud » |
|       | William Woodville Rockhill  | « Pour ses voyages et explorations en Chine de l'Ouest et au Tibet » |
| 1894  | Hamilton Bower              | « Pour son remarquable voyage à travers le Tibet d'est en ouest » |
|       | Elisée Reclus               | « Pour les services éminents qu'il a rendu à la géographie en tant qu'auteur de La Nouvelle Géographie Universelle » |
| 1895  | John Murray                 | « Pour ses services à la géographie physique et en particulier à l'océanographie, et pour son travail à bord du Challenger » |
|       | George Curzon               | « Pour ses voyages et recherches en Perse, en Indochine française, dans l'Hindou Kouch et le Pamir » |
| 1896  | William MacGregor           | « Pour ses services à la géographie en Nouvelle-Guinée britannique » |
|       | St. George Littledale       | « Pour ses voyages au Pamir et en Asie centrale » |
| 1900  | Henry Hugh Peter Deasy      | « Pour avoir arpenter 100 000 km2 dans l'Himalaya » |
|       | James McCarthy              | |
| 1905  | Charles Henry Dudley Ryder  | « Pour son étude du Yunnan et son travail en rapport avec la Mission du Tibet » |
| 1912  | Douglas Carruthers          | « Pour ses voyages au Moyen-Orient » |
| 1914  | Alexander Hamilton Rice Jr. | « Pour ses voyages dans le bassin amazonien » |
| 1936  | Robert Ernest Cheesman      | « Pour ses explorations et relevés du Nil bleu et du lac Tana » |
| 1939  | Hans Wilhelmsson Ahlmann    | |
| 1945  | Charles Camsell             | « Pour sa contribution à la géologie du Nord du Canada » |
|       | Halford Mackinder           | Pour l'ensemble de ses contributions aux progrès de la géographie |
| 1946  | Edward A. Glennie           | « Pour ses travaux de géodésie en Inde et ses contributions à la cartographie de l'Extrême-Orient » |
|       | Henry Larsen (explorateur)  | « Pour avoir traversé le passage du Nord-Ouest d'ouest en est et d'est en ouest » |
| 1947  | Martin Hotine               | « Pour ses travaux de cartographie aérienne » |
|       | Daniel van der Meulen       | « Pour ses voyages d'exploration dans l'Hadramaout et ses contributions à la géographie de l'Arabie du Sud » |
| 1948  | Wilfred Thesiger            | « Pour ses contributions à la géographie de l'Arabie du Sud et sa traversée du Rub al-Khali » |
|       | Thomas Henry Manning        | « Pour son exploration de l'Arctique » |
| 1949  | Dudley Stamp                | « Pour son travail sur l'utilisation des terres et la planification au Royaume-Uni » |
|       | Hans Pettersson             | « Pour son voyage océanographique à bord de l' Albatross » |
| 1952  | Eigil Knuth                 | |
| 1957  | George Binney               | « Pour ses contributions à l'exploration de l'Arctique… l'utilisation pionnière de la technique d'enquête aérienne… et au développement de l'expédition d'exploration universitaire »                                           |
| 2002  | Bruno Messerli              | « Pour ses recherches sur les montagnes et sa contribution à la connaissance par le public des questions liées à la montagne »                                                                                                  |
|       | David Keeble                | « Pour avoir fait progresser les connaissances en géographie économique et industrielle » |
| 2003  | Michael Frank Goodchild     | « Pour ses contributions aux sciences de l'information géographique » |
|       | Harish Kapadia              | « Pour ses contributions aux découvertes géographiques et à l'alpinisme dans l'Himalaya » |
| 2004  | Leszek Starkel              | « Pour avoir fait progresser la compréhension de la paléohydrologie et de la géomorphologie » |
|       | Sydney Possuelo             | « Pour sa contribution à la défense des droits des peuples brésiliens et à l'exploration de l'Amazonie » |
| 2005  | Nicholas Shackleton         | « Pour ses recherches sur la paléoclimatologie du Quaternaire » |
|       | Jean Malaurie               | « Pour ses études tout au long de sa vie sur l'Arctique et ses peuples » |
| 2006  | Derek Gregory               | « Pour le rôle de premier plan qu'il a joué dans la recherche sur la géographie humaine et la théorie sociale » |
|       | Jack Ives                   | « Pour son rôle en vue d'établir l'importance des régions montagneuses » |
| 2007  | Roger Barry                 | « Pour le rôle de premier plan qu'il a joué dans la recherche sur le climat et le changement climatique » |
|       | Paul Curran                 | « Pour le développement international de la science géographique par la télédétection et l'observation de la Terre » |
| 2008  | Julian Dowdeswell           | « Pour l'encouragement, le développement et le soutien de la glaciologie » |
|       | Jesse Walker                | « Pour l'encouragement, le développement et le soutien de la géomorphologie littorale » |
| 2009  | Alan Baker                  | « Pour ses contributions à la géographie historique » |
|       | Nicholas Stern              | « Pour ses contributions aux politiques climatiques » |
| 2010  | Diana Liverman              | « Pour avoir encouragé, fait progresser et soutenu la compréhension des aspects humains du changement climatique » |
|       | Jack Dangermond             | « Pour avoir soutenu la géographie à travers le développement des systèmes d'information géographique » |
| 2011  | David Livingstone           | « Pour le soutien et la promotion de la géographie historique » |
|       | Sylvia Earle                | « Pour le soutien, le développement et la promotion des sciences et de l'exploration océaniques » |
| 2012  | Charles Withers             | « Pour l'encouragement et le développement de la géographie historique et culturelle » |
|       | Alastair Fothergill         | « Pour la promotion à l'échelle mondiale de la compréhension de l'environnement dans le monde » |
| 2013  | Keith Richards              | « Pour l'encouragement et le développement de la géographie physique et de la géomorphologie fluviale » |
|       | Michael Palin               | « Pour la promotion de la géographie et de l'éducation à la géographie » |
| 2014  | Geoffrey Boulton            | « Pour le développement et la promotion de la glaciologie » |
|       | Hans Rosling                | « Pour avoir encouragé et développé la compréhension par le public des données géographiques et influencé les décideurs à travers le monde »                                                                                    |
| 2015  | Michael Batty               | « Pour le développement et la promotion de la science géographique des villes » |
|       | Paul Theroux                | « Pour l'encouragement à la découverte géographique par le récit de voyage » |
| 2016  | Michael Storper             | « For scholarship and leadership in human and economic geography » |
|       | Bob Geldof                  | « For raising global public awareness and challenging the causes of inequality in Africa » |
| 2017  | Gordon Conway               | « For the enhancement and promotion of agricultural development in Asia and Africa » |
|       | Lindsey Hilsum              | « For promoting the understanding of global conflict and equality » |
| 2018  | Paul Rose                   | « For scientific expeditions and enhancing public understanding » |
|       | Yadvinder Malhi             | « For world leading studies on the impact of climate change on tropical ecosystems » |

## Source
- (en) Liste des récipiendaires de la médaille d'or, sur le site de la RGS